# ダニツァ・ラデンコビッチ
ダニツァ・ラデンコヴィッチ（Danica Radenković、1992年10月9日 - ）は、セルビアの女子バレーボール選手。元セルビア代表。

## 来歴

### クラブチーム
ニシュ出身。2007年、OK Tentに入団。2009年、VK Klek Zrenjaninへ移籍し1年間プレーした。2010年、ŽOK Spartakへ移籍。セルビア国内リーグでは2011/12シーズンに準優勝した。2012年、イタリアのRiver Volley Piacenzaへ移籍。2012/13シーズンのイタリアセリエA1リーグ、イタリアカップで優勝を果たした。2013年、ドイツのシュヴェリーンSCへ移籍し1年間プレーした。2014年、ポーランドのムシニアンカ・ムシナへ移籍し1年間プレーした。2015年、アトム・トレフル・ソポトへ移籍し、2015/16シーズンのオーレンリーガで準優勝した。2016年、アゼルバイジャンのアゼルレイル・バクーへ移籍し、2016/17シーズンのアゼルバイジャンスーパーリーグで準優勝し、ベストセッター賞を受賞した。欧州チャンピオンズリーグにも出場した。2018年、イタリアのカザルマッジョーレへ移籍し、1年間プレーした。2019年、カザフスタンのAltay VCに移籍し3年間所属。2020/21、2021/22シーズンのカザフスタンリーグで連覇に貢献した。2022年4月に開催されたアジアクラブ選手権で銀メダルを獲得し、ベストセッター賞を受賞した。

### 代表チーム
アンダーカテゴリーの代表として2009年、U-19世界選手権に出場し銀メダルを獲得し、ベストセッター賞を受賞した。2010年、U-19欧州選手権に出場し銀メダルを獲得し、ベストセッター賞を受賞した。2011年、U-21世界選手権に出場した。2012年、シニア代表に初選出され、ヨーロッパリーグに出場した。2015年、ワールドグランプリに出場した。

## 受賞歴
- 2009年 - U-19世界選手権 ベストセッター
- 2010年 - U-19欧州選手権 ベストセッター
- 2017年 - 2016/17アゼルバイジャン・スーパーリーグ ベストセッター
- 2022年 - 2021/22カザフスタンリーグ ベストセッター
- 2022年 - アジアクラブ選手権 ベストセッター

## 所属クラブ
- OK Tent（2007-2009年）
- VK Klek Zrenjanin（2009-2010年）
- ŽOK Spartak（2010-2012年）
- River Volley Piacenza（2012-2013年）
- シュヴェリーンSC（2013-2014年）
- ムシニアンカ・ムシナ（2014-2015年）
- アトム・トレフル・ソポト（2015-2016年）
- アゼルレイル・バクー（2016-2017年）
- Polski Cukier Muszynianka Muszyna（2017-2018年）
- カザルマッジョーレ（2018-2019年）
- Altay VC（2019-22年）
- LOVBマディソン（2024年-）